# دنباله‌دار بزرگ ۱۶۸۰
دنباله‌دار بزرگ ۱۶۸۰ یا سی/ ۱۶۸۰ وی۱ (انگلیسی: Great Comet of 1680)، که به‌عنوان دنباله‌دار کرچ و همچنین دنباله‌دار نیوتن نامگذاری شده، نخستین دنباله‌داری است که با استفاده از تلسکوپ کشف شده‌است. این دنباله‌دار را که گوتفرید کرچ اخترشناس اهل آلمان با تلسکوپ رصد و شناسایی کرد یکی از درخشان‌ترین دنباله‌دارها در قرن هفدهم بوده‌است.

## نگاه کلی
این دنباله‌دار در ۱۴ نوامبر ۱۶۸۰ (سبک نو)، در کوبورگ کشف شد و به یکی از درخشان‌ترین دنباله‌دارهای قرن هفدهم تبدیل شد؛ تا آنجا که حتی در روز نیز دیده می‌شد، و این به خاطر زیبایی بسیار چشمگیر دم طولانی آن بود. با عبور از فاصلهٔ ۰٫۴۲ au از زمین در ۳۰ نوامبر ۱۶۸۰، در ۱۸ دسامبر ۱۶۸۰ در یک اوج بسیار نزدیک ۰٫۰۰۶۲ au (۹۳۰٫۰۰۰ کیلومتری؛ ۵۸۰٫۰۰۰ مایل) سرعت گرفت و در ۲۹ دسامبر با چرخش آن به سوی بیرون به اوج روشنایی خود رسید.آخرین باری که دیده شد در ۱۹ مارس ۱۶۸۱ بود. تا فوریهٔ ۲۰۱۹، این دنباله‌دار حدود ۲۵۷ یکای نجومی (۳۸ میلیارد کیلومتر) از خورشید فاصله داشته‌است.